# Weltliche Trauerfeier
Der Ausdruck weltliche  oder säkulare Trauerfeier bezeichnet das Gedenkzeremoniell für einen Verstorbenen, bei dessen Bestattung auf die Gestaltungsmerkmale eines Trauergottesdienstes und einer kirchlichen Bestattung verzichtet wird. 
Die Trauerfeier orientiert sich inhaltlich und im Ablauf oft an den Vorstellungen seiner Angehörigen; manche Menschen legen vor ihrem Tod fest, wie sie sich ihre Trauerfeier wünschen. 
Die Trauerrede skizziert und würdigt die Biografie des Verstorbenen. 
Sie ähnelt einem Nekrolog. 
Die Traueransprache dagegen richtet sich primär nach der Trauersituation der vom Tode betroffenen Hinterbliebenen und würdigt in diesem psycho-sozialen Bezugsrahmen eines Übergangsrituals noch einmal die Lebensgeschichte.

## Historischer Hintergrund
Die weltliche oder säkulare Trauerfeier geht auf die Kremationsbewegung der französischen Revolution von 1789 zurück. Sie erhob die Forderung, den Verstorbenen nicht mehr traditionell zu begraben, sondern zu verbrennen, einzuäschern. Mit der Anlage kommunaler Friedhöfe und dem Bau des ersten Krematoriums 1878 in Gotha wurden eine alternative Bestattungsform und die weltliche Trauerfeier realisiert. Der Widerstand der Kirchen bezog sich auf das christliche Dogma der leiblichen Auferstehung der Toten. Die evangelische Kirche weigerte sich bis 1954, an Feuerbestattungen mitzuwirken. In der katholischen Kirche ist das Verbot, Kremationsfeiern zu übernehmen, 1963 aufgehoben worden. Die säkulare Trauerfeier verband sich ursprünglich mit der Kirchenaustrittsbewegung im 19. Jahrhundert; heute versteht sie sich nicht mehr als Konkurrenz zu einer kirchlichen Trauerfeier. Sie sieht sich von dem Bedürfnis großer Teile der Gesellschaft getragen, dass Menschen in Lebensübergängen eines Passagerituals bedürfen.

## Gestaltung
Die Bestattung wird zwischen dem Bestatter und den Angehörigen abgesprochen. Die säkulare Trauerfeier besteht aus drei Teilen: Des Verstorbenen zu gedenken, seine Lebensgeschichte zu würdigen und seine Grablegung zu vollziehen. Sieht man einmal von der Seebestattung ab, so wird die Beerdigung des Verstorbenen im Sarg oder die Beisetzung seiner Asche in der Urne zeremoniell mit Erde und mit Worten durchgeführt. Die Bestattung ist – als Erdbegräbnis, Urnenbeisetzung oder Naturbestattung (Seebestattung, Waldbestattung, Aschenverstreuung) vollzogen – ein Passageritual: Der Verstorbene wird der Welt der Toten übergeben. Das zentrale Element der weltlichen Trauerfeier ist die Trauerrede oder Traueransprache. Die Trauerrede thematisiert das Leben des Verstorbenen, kennzeichnet seine Persönlichkeit und Eigenschaften, die berufliche Tätigkeit und die familiäre Situation. Dabei wird auch auf dessen Leiden und Tod eingegangen. Der Verstorbene muss für die Trauergäste wiedererkennbar werden. Mit der Trauerrede wird die Einmaligkeit und das Besondere des besonderen Lebens des verstorbenen Menschen hervorgehoben.

## Symbolik
In Absprache mit dem Trauerredner können auch Symbole verwendet werden, die der religiösen Tradition (z. B. Kerzen, Blumen, Grünpflanzen, Tücher, Duftstoffe u. a.) entnommen werden. Der Verstorbene wird vom Trauerredner, den Angehörigen und anderen Trauergästen mit drei Händen oder drei Spaten Erde symbolisch begraben. Dieses Handeln erinnert an das ursprüngliche Begräbnis, das früher die Nachbarn und Freunde für die Trauernden selbstverständlich übernahmen. Den Erdwurf begleitet ein Erdwurfwort, das aus der Liturgie der Anglikanischen Kirche 1844 in das preußische Bestattungsritual Eingang gefunden hat: Erde zu Erde, Asche zu Asche, Staub zum Staube. Die Trauernden lassen auch kleine Blumensträuße als letzte Grüße der letzten Reise in das Grab gleiten: Der Tote ist, wenn man so will, der Passagier einer Reise ohne Wiederkehr. Hinzu kommen die musikalischen Anteile der Trauerfeier und Wortanteile aus der Weltliteratur. Gesten, auch besondere Worte, Maskeraden, Kostüme, sogar Luftballons oder kreatives Geschehen als eine persönlich begründete Auswahl der Mitgestaltenden kommen vor. Die weltliche Feier soll den Angehörigen helfen, ihre Trauer zu bewältigen und sich vom Verstorbenen zu verabschieden.

## Funktion
Die weltliche Trauerfeier spricht die gesellschaftlichen Veränderungen – namentlich die Statusveränderungen der Hinterbliebenen – an, die mit dem Tod eines Menschen einhergehen. Sie bezieht sich nicht unbedingt auf eine religiöse Gemeinschaft oder deren Dimension. Ein Mensch ist gestorben und hinterlässt den Lebenspartner, Ehepartner verwitwet, – ein Kind als Waise – Eltern als „kinderlos“: Sie spricht dabei jedem Beteiligten vor seiner weltlichen Öffentlichkeit einen neuen Status zu. Insgesamt fokussiert sie den Übergang aller Hinterbliebenen von alter Lebensweise mit einem Menschen hin zu neuer Lebensweise nach dem Tod dieses Menschen ohne ihn.
Weltliche Trauerfeiern verstehen sich generell als öffentlich, selbst bei einer sogenannten Bestattung in kleinstem Kreis, die dennoch jene Öffentlichkeit repräsentiert, der die Hinterbliebenen eine Hilfe für ihre Bewältigung des Abschiedes zutrauen. In der von den Hinterbliebenen hier als privat bezeichneten Sphäre sieht die weltliche Trauerfeier die letzte Instanz der Öffentlichkeit.
Laut Statistischem Bundesamt  gab es 2012 in Deutschland 852.000 Todesfälle, von denen 35 % nicht kirchlich bestattet worden sind.